# Hypobletus tanzaniae
Hypobletus tanzaniae är en skalbaggsart som först beskrevs av Thérond 1975.  Hypobletus tanzaniae ingår i släktet Hypobletus och familjen stumpbaggar. Inga underarter finns listade i Catalogue of Life.